# Вуд, Томас Эндрю
Томас Эндрю Вуд (англ. Thomas Andrew Wood, род. 3 ноября 1986, Ковентри, Уэст-Мидлендс) — английский регбист, игравший на позиции фланкера и восьмого. Известен по выступлениям за английский клуб «Нортгемптон Сэйнтс» и за сборную Англии.

## Клубная карьера
Вуд окончил спортивную школу и колледж Вудлендса в Ковентри, выступал за команду «Баркер Баттс». Некоторое время провёл в Новой Зеландии, играя за сборную провинции Норт-Отаго. Дебютировал в чемпионате Англии в начале сезона 2007/2008 за «Вустер Уорриорз» в матче против «Бата». С клубом вышел в финал Европейского кубка вызова 2007/2008, где тот уступил всё тому же «Бату». В январе 2010 года Вуд перешёл в стан «Нортгемптон Сэйнтс» и уже в 2011 году завоевал приз лучшего игрока чемпионата Англии, ещё и попав в шорт-лист лучших игроков года в Англии.

## Карьера в сборной
В январе 2010 года Вуд дебютировал во второй сборной Англии, известной под именем «England Saxons» (с англ. — «Английские саксонцы»), в матче против второй сборной Ирландии. Дебют в основной сборной Англии прошёл 4 февраля 2011 в матче открытия Кубка шести наций против Уэльса, в рамках того же кубка Вуд сыграл в матчах против Италии и Франции. Он был в заявке на чемпионат мира 2011 года, сыграв лишь одну игру против Грузии.
В 2012 году тренер сборной Англии Стюарт Ланкастер планировал назначить Вуда капитаном сборной, однако тот из-за травмы ноги не сыграл ни на Кубке шести наций, ни на летнем турне Англии в ЮАР. Вернулся он в строй только в матчах против ЮАР и Новой Зеландии (в последнем Англия выиграла 38:21, а Вуд стал лучшим игроком матча). В 2013 году он принял участие в Кубке шести наций, уже выступая на позиции восьмого номера после травмы Бена Моргана. Летом 2013 года в ранге капитана он выводил сборную на летнее турне в Аргентине (победа 2:0 в серии), также он выходил в стартовом составе в матчах в конце года.

## Стиль игры
Томас Вуд может играть на любой из позиций задней линии, но предпочитает позицию левого фланкера в сборной. Его жёсткий стиль игры предполагает его выступление на позиции защитника, поскольку тот умело ставит подножки и удерживает рвущегося противника. Благодаря росту и физическим данным может участвовать во вбросе мяча в коридор.